# 배기 재순환

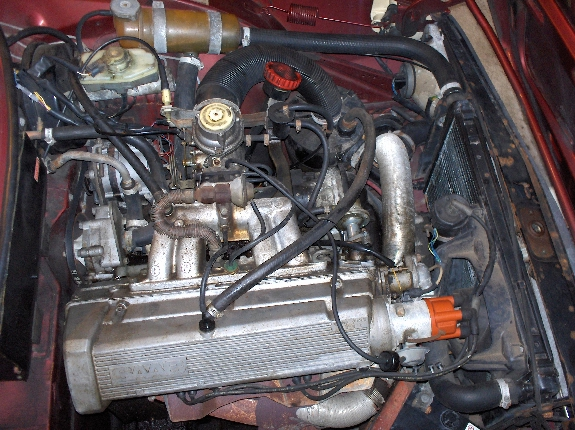
EGR valve the top of box on top of the inlet manifold of a Saab H engine in a 1987 :en:Saab 90

내연기관에서 배기 재순환(排氣再循環, exhaust gas recirculation, EGR)은 가솔린, 디젤 엔진에 사용되는 산화질소(질소산화물, NOx) 방출 감소 기법이다. EGR은 엔진의 배기가스의 일부를 엔진 실린더로 재순환시킴으로써 동작한다. 들어오는 기류의 O2를 희석시키며 실린더 내 최고 온도를 줄이기 위한 연소열 흡수제 역할을 한다. NOx는 연소 실린더 안에 발생하는 대기 질소와 산소의 고온 혼합물로 생성되며 이는 일반적으로 실린더 최고압에서 발생한다. 불꽃 점화 기간의 외부 EGR 밸브의 다른 주된 장점은 효율성의 증가이며 더 큰 스로틀 위치를 허용하고 관련 펌프 손실을 줄여준다.

## 역사
최초의 EGR 시스템은 투박했다. 난해한 시동, 거친 공회전, 성능 및 연료 절약 저하가 발생했다.
EGR 시스템으로 환경문제의 개선이 생겼다.

## 같이 보기
- 디젤 배기가스